# Champion (singel Agnes)
Champion – czwarty singel szwedzkiej piosenkarki Agnes Carlsson. Jest drugim singlem promującym drugi album artystki, Stronger. Twórcami tekstu są Agnes Carlsson, Curtis Richardsson i Emanuel Olsson, który też wyprodukował piosenkę.

## Lista utworów

### Singel CD[1]
1. ”Champion” (wersja radiowa) – 3:27
2. ”Champion” (wersja instrumentalna) – 3:27

### Download
1. ”Champion” (wersja radiowa) – 3:27

## Pozycje na listach
| Lista (kraj)                | Najwyższa pozycja |
| --------------------------- | ----------------- |
| Szwecja (Sverigetopplistan) | 19                |